# Vukičevci
Vukičevci är en ort i Bosnien och Hercegovina.   Den ligger i entiteten Federationen Bosnien och Hercegovina, i den centrala delen av landet, 100 km nordväst om huvudstaden Sarajevo. Vukičevci ligger 623 meter över havet och antalet invånare är 385.
Terrängen runt Vukičevci är kuperad. Närmaste större samhälle är Divičani, 2,5 km sydost om Vukičevci. 
Omgivningarna runt Vukičevci är en mosaik av jordbruksmark och naturlig växtlighet. Runt Vukičevci är det ganska tätbefolkat, med 93 invånare per kvadratkilometer.